# Arctodium planum
Arctodium planum is een keversoort uit de familie Glaphyridae. De wetenschappelijke naam van de soort is voor het eerst geldig gepubliceerd in 1850 door Blanchard.